# 금지구역
《금지구역》(영어: Hardcore)은 미국에서 제작된 폴 슈레이더 감독의 1979년 영화이다. 조지 C. 스콧 등이 출연하였고, 버즈 핏섄스 등이 제작에 참여하였다.
1979년 제29회 베를린 국제 영화제 황금곰상 경쟁작이다.

## 줄거리
1977년 12월. 미시간주 그랜드래피즈에 사는 독실한 개신교 신자인 사업가 제이크가 홀로 키우는 10대 딸 크리스틴이 교회에서 주관한 캘리포니아주 벨플라워 여행 중 실종된다. 1978년 5월 사립 탐정 앤디는 성인용품점에서 파는 8 mm 포르노 영화에 크리스틴이 등장했음을 알린다. 제이크는 크리스틴이 납치돼 강제로 이런 일을 당하고 있다고 믿고 직접 크리스틴을 찾아내기로 결심한다.

## 출연진
- 조지 C. 스콧
- 피터 보일
- 시즌 휴블리
- 딕 사전트
- 레너드 게인스
- 데이브 니컬스
- 게리 그레이엄
- 래리 블록

## 기타 제작진
- 배역: 빅 라모스
- 미술: 폴 실버트